# 크리장
크리장 다 크루스 케이로스 바르셀루스(포르투갈어: Crysan da Cruz Queiroz Barcelos, 1996년 7월 7일 ~ )는 줄여서 크리장(포르투갈어: Crysan)으로 알려져 있는 브라질의 축구 선수이다. 그의 포지션은 공격수 또는 윙어로, 현재 중국 슈퍼리그의 산둥 타이산에서 활약하고 있다.

## 클럽 경력
상파울루주 수드 메누치에서 태어난 크리장은 그레미우 바루에리 유소년 팀에서 경력을 시작했으며, 2013년 2월에 1부 리그의 아틀레치쿠 파라나엔시 유소년 팀으로 옮겼다. 2015년 1월에 그는 U-23 팀으로 승격되었다. 이후 그는 성인 팀에 합류한 후 클럽과 3년 재계약을 맺었다. 2015년 2월 1일, 그는 0-0으로 비긴 카스카베우와의 캄페오나투 파라나엔시 경기에서 데뷔전을 치렀다. 그의 데뷔골은 2015년 2월 5일, 3-1로 패한 히우브랑쿠와의 경기에서 나왔다. 2015년 7월 19일, 캄페오나투 파라나엔시에서 5골을 넣은 후, 1-0으로 이긴 샤페코엔시와의 홈경기에서 선발로 출전하며 캄페오나투 브라질레이루 세리이 A 데뷔전을 치렀다.
그 다음 시즌, 그는 캄페오나투 파라나엔시 2016에서 첫 우승컵을 들어올렸다. 더 많은 출장 시간을 얻기 위해 2부 리그의 오에스치로 임대된 그는 팀의 핵심 멤버로 빠르게 자리 잡았고, 캄페오나투 브라질레이루 세리이 B 시즌 말에 강등을 피하는 데 기여했다. 또 한 번의 임대 계약이 이루어졌고, 이번에 그는 벨기에의 세르클러 브뤼허로 해외로 떠나 다시 한 번 팀의 핵심 멤버로 활약하며 벨기에 퍼스트 디비전 2017-18 우승과 1부 리그 승격에 기여했다. 2018년 8월 22일, 크리장은 사우디아라비아의 알바틴으로 미공개 임대료에 임대 이적했다. 아틀레치쿠 고이아니엔시로 잠시 임대된 후, 크리장은 포르투갈 1부 리그의 산타 클라라로 이적하였다.
2022년 4월 15일, 크리장은 중국 슈퍼리그의 산둥 타이산으로 이적하였고, 중국 슈퍼리그 2022 시즌을 시작했다. 2022년 6월 3일, 그는 1-0으로 이긴 저장 프로와의 리그 경기에서 클럽 데뷔전을 치렀다. 2022년 6월 28일, 그는 허난 쑹산 룽먼과의 리그 경기에서 팀의 두 번째 골이자 데뷔골을 기록해 2-0 승리에 일조했다. 그는 팀 공격의 핵심 멤버로 자리 잡으며 2022년 중국 FA컵 우승에 기여했다.

## 수상 내역

### 클럽
아틀레치쿠 파라나엔시
- 캄페오나투 파라나엔시: 2016

세르클러 브뤼허
- 벨기에 퍼스트 디비전 B: 2017–18

산둥 타이산
- 중국 FA컵: 2022.[13]